# 安德魯·尼科利奇

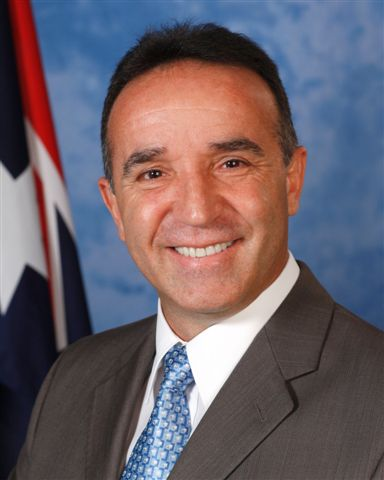

安德魯·尼科利奇（Andrew Nikolic，1961年6月20日—）是一位澳洲政治人物，他的黨籍是澳洲自由黨。自2013年開始，他是巴斯選區選出的澳大利亞眾議院的議員。2016年連任失敗。他出生在塞爾維亞，曾經在澳洲軍隊服役。